# パブリック&ベーシック
株式会社パブリック&ベーシックは、かつて存在した日本のアニメーション企画・制作会社。代表作は『サイボーグクロちゃん』や『へろへろくん』。2001年1月に倒産。

## 概要
通称「PiBi」。住所は東京都中野区中央1-35-6VERTビル3F。移転後の住所は東京都新宿区歌舞伎町1-2-3レオ新宿706。代表取締役はアニメーション制作会社のアウベックのプロデューサーだった松浦賢子。取締役副社長は賢子の息子である松浦公基が務めていた。
『サイボーグクロちゃん』や『へろへろくん』などのアニメを製作。特に『サイボーグクロちゃん』は小中学生など低年齢層の間でヒットし、同アニメのおもちゃ「うちまくりクロちゃんシリーズ」の売れ行きも好調だった。
アニメでは成功していたものの、人件費などの予算面の困難や副社長の事業の失敗により、倒産に至った。なお、スタジオボギーの取締役も賢子が務めており、PiBiと同時に倒産した。スタッフの一部はスタジオぎゃろっぷ等に移籍した。
制作スタジオではあるが、作画部は存在せず制作進行も雇っていないため、スタジオボギーなどに実制作を発注しており、パブリック&ベーシック側は制作プロデューサーや文芸制作を発注して制作を管理していた。

## 主な作品

### テレビシリーズ
- アニメがんばれゴエモン（1997年 - 1998年、制作：トランスアーツ）
- ふたり暮らし（1998年）
- Only・You ビバ!キャバクラ（1998年）
- 神八剣伝（1999年）
- サイボーグクロちゃん（1999年 - 2001年）

当初は全4クール予定（2クール説もある）だったが、好評を受けて2クール延長され6クールの放送が決まっていた。しかし、延長決定直後に倒産が決定し、製作不能となったため、延長となった内の1クール分は急遽再放送で穴埋めされた。
- へろへろくん（2000年 - 2001年、制作：スタジオフラッグ）
- コールド・ゲヘナ

UHFアニメとして制作計画があったが倒産により頓挫し、アニメ化そのものが白紙化となっている。

### OVA
- ツインビーPARADISE（1999年、制作：AIC）

### 劇場アニメ
- がんばれゴエモン 地球救出大作戦（1998年）